# Артуро Малі
Артуро Франсіско Малі (ісп. Arturo Francisco Maly; нар. 6 вересня 1939 – 25 травня 2001) – відомий аргентинський актор.

## Біографія
Народився Артуро Франціско Малі в столиці Аргентини 6 вересня 1939 року. Протягом 1970-1990 рр. активно знімався у кіно та грав у театрі. Помер 25 травня 2001 року від серцевого нападу у місті Мортерос провінції Кордова.

## Особисте життя
Був одружений з Мартою Клопман, яка народила йому двох синів Есек'єля і Алехандро.

## Вибрана фільмографія
1. 1966 – El teatro de Alfredo Alcón (телесеріал)
2. 1970 – Esta noche miedo (телесеріал)
3. 1974 – Alta comedia (телесеріал)
4. 1977 – La avertura explosiva (фільм)
5. 1981 – Las 24 horas (телесеріал)
6. 1982 – Noche estelar (телесеріал)
7. 1983 – Compromiso (телесеріал)
8. 1988 – De carne somos (телесеріал)
9. 1988 – Ave de paso (телесеріал)
10. 1997 – El signo (міні-серіал)
11. 1997 – Laberinto (телесеріал)
12. 1998-1999 – Дикий ангел (телесеріал)
13. 2000 – Amor latino (телесеріал)
14. 2001 – La fuga (фільм)
15. 2003 – Ciudad del sol (фільм вийшов пізніше)